# S-a întâmplat în plină zi
S-a întâmplat în plinǎ zi (titlul original în germană Es geschah am hellichten Tag) este o coproducție cinematografică germano-elvețiană din 1958. Filmul este regizat de Ladislao Vajda, fiind inspirat din romanul polițist "Făgăduiala" (Das Versprechen) de Friedrich Dürrenmatt (1921-1990). A avut o nominalizare în 1958 la Ursul de aur.

## Rezumat
Dr. Matthäi, de la poliția cantonului Zürich, va participa la specializarea polițiștilor din Iordania. Cu puțin timp înainte de a pleca este sunat de comerciantul Jacquier care este bănuit că ar fi ucis pe Gritli Moser, o fetiță din satul elvețian Mägendorf. Matthäi le promite părinților fetiței că-l va găsi pe criminal. În timpul investigațiilor, învățătoarea fetiței arată un desen bizar cu un animal cu coarne, o fetiță cu o mașină neagră, un uriaș și câțiva arici. Poliția nu poate descifra semnificația desenului. Jacquier, care este suspectat, sub presiunea puternică a poliției recunoaște fapta și apoi se spânzură în celulă. Matthäi nu este însă convins de vinovăția vânzătorului ambulant Jacquier. Matthäi se consultă cu profesorul de psihologie Manz, care presupune că desenele fetiței reprezintă persoane reale și că ucigașul n-are copii și urăște femeile. 
Cercetând locul unde s-a comis crima, Matthäi observă că pe un indicator rutier spre Graubünden există o stemă care reprezintă un animal ciudat cu coarne, asemănător cu cel din desenul fetiței. După această descoperire, el va începe să urmărească mașinile negre. Matthäi închiriază o locuință la o stație de benzină în apropiere de șosea și o folosește pe Annemarie ca momeală, o fetiță asemănătoare cu cea moartă. Într-o zi comerciantul Schrott, un om dominat de soția sa, vede fetița în stația de benzină și o ademenește cu o păpușă în pădure.
Fetița va întârzia la școală, iar Matthäi găsește o ciocolată cu eticheta ce reprezintă un uriaș cu un arici. Alarmat polițistul reușește în ultima secundă să-l descopere pe ucigaș și să împiedice o nouă crimă.

## Distribuție
- Heinz Rühmann – Dr. Hans Matthäi
- Sigfrit Steiner – Feller
- Siegfried Lowitz – Lt. Henzi
- Michel Simon – Jacquier
- Heinrich Gretler – Polițist
- Gert Fröbe – Schrott
- Berta Drews – d-na. Schrott
- Ewald Balser – Prof. Robert Manz
- Maria Rosa Salgado – Frau Heller
- Anita von Ow – Annemarie Heller
- Barbara Haller – Ursula Fehlmann
- Emil Hegetschweiler – Primar
- Hans Gaugler – dl. Moser
- Ettore Cella – Proprietarul pompei de benzină
- Margrit Winter – Frau Moser
- Anneliese Betschart – Învățătoare